# Лигівська сільська рада
Ли́гівська сільська́ ра́да — адміністративно-територіальна одиниця та орган місцевого самоврядування в Сахновщинському районі Харківської області. Адміністративний центр — село Лигівка.

## Загальні відомості
Лигівська сільська рада утворена в 1924 році.
- Територія ради: 101,49 км²
- Населення ради: 1 749 осіб (станом на 2001 рік)
- Територією ради протікає річка Оріль.

## Населені пункти
Сільській раді підпорядковані населені пункти:
- с. Лигівка
- с. Бондарівка
- с. Олексіївка
- с. Тарасівка
- с. Червоний Степ

## Склад ради
Рада складається з 16 депутатів та голови.
- Голова ради: Радзівіло Лариса Костянтинівна
- Секретар ради: Волошина Валентина Степанівна

### Керівний склад попередніх скликань
| Прізвище, ім'я, по батькові    | Основні відомості                                                         | Дата обрання | Дата звільнення |
| ------------------------------ | ------------------------------------------------------------------------- | ------------ | --------------- |
| Мороз Ганна Василівна          | Сільський голова, 1953 року народження, освіта вища                       | 26.03.2006   | 31.10.2010      |
| Мороз Ганна Василівна          | Сільський голова, 1953 року народження, освіта вища, член Партії регіонів | 31.10.2010   | 18.09.2011      |
| Радзівіло Лариса Костянтинівна | Сільський голова, 1980 року народження, освіта вища, член Партії регіонів | 18.09.2011   |                 |

Примітка: таблиця складена за даними сайту Верховної Ради України

### Депутати
За результатами місцевих виборів 2010 року депутатами ради стали:

#### За суб'єктами висування
| Суб'єкт висування                                       | Кількість обраних депутатів | %    |
| ------------------------------------------------------- | --------------------------- | ---- |
| Партія регіонів                                         | 4                           | 25   |
| Самовисування                                           | 4                           | 25   |
| Політична партія Всеукраїнське об'єднання «Батьківщина» | 3                           | 18,8 |
| Народна партія                                          | 2                           | 12,5 |
| Соціалістична партія України                            | 2                           | 12,5 |
| Політична партія «Сильна Україна»                       | 1                           | 6,3  |

#### За округами
| № округу                                                | Прізвище, ім'я, по батькові     | Дата визнання обраним | Освіта | Партійна приналежність                        | Відомості про обраного депутата                          |
| ------------------------------------------------------- | ------------------------------- | --------------------- | ------ | --------------------------------------------- | -------------------------------------------------------- |
| Народна Партія                                          |                                 |                       |        |                                               |                                                          |
| 2                                                       | Волошина Валентина Степанівна   | 04.11.2010            | вища   | член Народної партії                          | Лигівська сільська рада, секретар                        |
| 5                                                       | Винник Олена Павлівна           | 04.11.2010            | вища   | член Народної партії                          | Лигівська амбулаторія, медична сестра                    |
| Партія регіонів                                         |                                 |                       |        |                                               |                                                          |
| 1                                                       | Животченко Микола Андрійович    | 04.11.2010            | вища   | позапартійний                                 | пенсіонер                                                |
| 3                                                       | Перевишко Валентина Василівна   | 04.11.2010            | вища   | позапартійна                                  | Лигівський НВК, директор                                 |
| 13                                                      | Школіна Наталія Вікторівна      | 04.11.2010            | вища   | член Партії регіонів                          | Бондарівський фельдшерсько-акушерський пункт, завіду-юча |
| 15                                                      | Мироненко Катерина Павлівна     | 04.11.2010            | вища   | член Партії регіонів                          | ПСП АФ «Прогрес», бух гал-тер                            |
| Політична партія Всеукраїнське об'єднання «Батьківщина» |                                 |                       |        |                                               |                                                          |
| 4                                                       | Сметаніна Людмила Олександрівна | 04.11.2010            | вища   | член Всеукраїнського об'єднання «Батьківщина» | Лигівський НВК, заступ-ник дирек-тора                    |
| 6                                                       | Тищенко Зара Робертівна         | 04.11.2010            | вища   | член Всеукраїнського об'єднання «Батьківщина» | Лигівський НВК, вчитель                                  |
| 7                                                       | Маджар Микола Леонідович        | 04.11.2010            | вища   | позапартійний                                 | Аполонівський ветеринарний центр, завіду-ючий            |
| Політична партія «Сильна Україна»                       |                                 |                       |        |                                               |                                                          |
| 9                                                       | Зєлєнцова Лариса В'ячеславівна  | 04.11.2010            | вища   | член Політичної партії «Сильна Україна»       | Лигівський відділ Ощадбанку, касир                       |
| Соціалістична партія України                            |                                 |                       |        |                                               |                                                          |
| 8                                                       | Лахмієнко Юрій Олексійович      | 04.11.2010            | вища   | член Соціалістичної партії України            | Лебедівська загальноосвітня школа, вчитель               |
| 12                                                      | Котенко Іван Володимирович      | 04.11.2010            | вища   | член Соціалістичної партії України            | ПСП АФ «Прогрес», агроном                                |
| Самовисування                                           |                                 |                       |        |                                               |                                                          |
| 10                                                      | Кіптєв Юрій Анатолійович        | 04.11.2010            | вища   | позапартійний                                 | тимчасово не працює                                      |
| 11                                                      | Черкас Галина Іванівна          | 04.11.2010            | вища   | позапартійна                                  | приватний підприємець                                    |
| 14                                                      | Денисенко Володимир Сергійович  | 04.11.2010            | вища   | позапартійний                                 | ПСП АФ «Прогрес», голов-ний енерге-тик                   |
| 16                                                      | Мєльнікова Аліна Іванівна       | 04.11.2010            | вища   | позапартійна                                  | Тарасівський фельдшерсько-акушерський пункт, завідувачка |